# Grande Séolane
Grande Séolane – szczyt w Alpach Prowansalskich, części Alp Zachodnich. Leży w południowo-wschodniej Francji w regionie Prowansja-Alpy-Lazurowe Wybrzeże, przy granicy z Włochami. Szczyt można zdobyć drogą z miejscowości Barcelonnette w dolinie Valle dell'Ubaye.